# Один шанс на двох
«Один шанс на двох» («Une chance sur deux»)  — французька пригодницька кінокомедія 1998 року, знята Патрісом Леконтом, з Жаном-Полем Бельмондо, Ален Делоном і Ванессою Параді у головних ролях.

## Сюжет
Головна героїня фільму Аліс (Ванесса Параді) любить ризик і пригоди. Її улюблене заняття — викрадати дорогі автомобілі, за що вона вже не раз потрапляла за ґрати. Її життя різко змінюється, коли адвокат передає їй касету, записану перед смертю її матір'ю, яка вирішує в такий спосіб повідомити дочці, хто є її батьком. Точніше, все це Аліс повинна з'ясувати сама, оскільки ймовірних батьків двоє. Вийшовши з в'язниці, Аліс вирушає на пошуки татусів. Так вона знайомиться з Лео Брассаком (Жан-Поль Бельмондо), власником автосалону і колекціонером рідкісних автомобілів, і Жульєном Віньялом (Ален Делон), власником ресторану і викрадачем діамантів.
Лео та Жюльєн спочатку зовсім не в захваті від думки, що їм тепер доведеться піклуватися про дорослу дочку — обидва запеклі холостяки, бізнесмени і авантюристи і не збираються нічого змінювати у своєму житті, тим більше піклуватися про дорослу дочку. Проте раптом історія набуває несподіваного повороту: Аліс, ховаючись від ґвалтівників, викрадає автомобіль, що належить російській мафії, у багажнику якого знаходиться валіза з грошима. Залишивши машину на дорозі, Аліс ховається, а валіза потрапляє в руки поліції (тут слід підкреслити динамічність та ексцентричність гри Мішеля Омона в ролі поліцейського). Проте ватажок мафії Анатолій Шарков (Валерій Гатаєв) впевнений, що гроші в неї. Новоспеченим батькам доводиться допомагати дочці виплутуватися з цієї небезпечної ситуації.
Серед шквального потоку несподіваних поворотів і божевільних пригод, знятих у стилі, наближеному до коміксу, Леконт не забуває і про влучні та дотепні репліки. Приміром наприкінці фільму режисер доводить пророчий характер вислову Жульєна Віньяла (Алена Делона) «Повинен залишитися лише один».

## У ролях
- Жан-Поль Бельмондо — Лео Брассак
- Ален Делон — Жюльєн Вігналь
- Ванесса Параді — Аліса Томасо
- Ерік Дефосс — Карелла
- Мішель Омон — Ледоїн
- Сандрін Карон — роль другого плану
- Філіпп Маньян — роль другого плану
- Гійом Ранну — роль другого плану
- Вінсент Скіменті — роль другого плану
- Філіпп Вйо — роль другого плану
- Мбембо — роль другого плану
- Данієль Мійо — роль другого плану
- Боббі Паша — роль другого плану
- Вінсент Роже — роль другого плану
- Жак Роман — роль другого плану
- Валерій Гатаєв — Анатолій Шарков
- Олександр Яковлев — вбивця в шинелі

## Знімальна група
- Режисер — Патріс Леконт
- Сценаристи — Патріс Леконт, Патрік Девульф, Серж Фрідман
- Оператор — Стівен Б. Постер
- Композитор — Александр Деспла
- Художник — Іван Моссьон
- Продюсери — Крістіан Фешнер, Ерве Трюффо

## Прем'єри
Інформація про прем'єрний показ фільму у різних країнах світу:
| Дата            | Країна     |
| --------------- | ---------- |
| 25 березня 1998 | Франція    |
| 1 квітня 1998   | Бельгія    |
| 30 липня 1998   | Угорщина   |
| 25 вересня 1998 | Туреччина  |
| 7 жовтня 1998   | Японія     |
| 7 січня 1999    | Аргентина  |
| 19 лютого 1999  | Іспанія    |
| 8 квітня 1999   | Словаччина |
| 23 липня 1999   | Польща     |
| 28 серпня 1999  | Ісландія   |
| 9 січня 2000    | Німеччина  |
| 27 вересня 2000 | Кувейт     |

## Факти
- Жан-Поль Бельмондо та Ален Делон вважалися суперниками, тому рідко знімалися разом. Попередня спільна сольна робота Бельмондо та Делона — «Борсаліно», гангстерський фільм Жака Дере 1970 року (зйомки проходили восени 1969 року в Марселі). У фільмі «Будь гарною та мовчи», Марка Аллегре, актори не зустрічаються в одному кадрі одночасно.
- Сценарій до фільму писали протягом трьох років.